# 포게스-프로스카우어 반응
포게스-프로스카우어 반응(Voges–Proskauer reaction, VP)은 세균 배양액에서 아세토인을 검출하는데 사용되는 테스트이다. 시험은 박테리아가 접종된 Voges-Proskauer 스톡에 알파-나프톨과 수산화 칼륨을 첨가하여 수행된다. 밝은 붉은색은 긍정적인 결과를 나타내고 황갈색은 부정적인 결과를 나타낸다.
테스트는 포도당이 아세틸메틸카비놀로 분해되는 과정에 따라 달라진다. 산소와 강염기가 있는 상태에서 아세틸메틸카비놀은 디아세틸로 산화되고, 디아세틸은 브로스의 펩톤 배지에서 일반적으로 발견되는 구아니딘 화합물과 반응한다. 알파 나프톨은 색상 강화제 역할을 하지만 이것이 없으면 빨간색으로 색상 변화가 발생할 수 있다.

## 절차
먼저 알파-나프톨을 추가한다. 그런 다음 수산화 칼륨을 첨가한다. 첨가되는 시약의 순서를 반대로 하면 약-양성 또는 위-음성 반응이 나타날 수 있다.

## 이용 및 분류
VP는 장내 세균의 증거를 검사하는 IMViC 시리즈의 4가지 검사 중 하나이다. 다른 세 가지 테스트에는 인돌 테스트(I로 표기한다), 메틸 레드 테스트(M으로 표기한다), 시트레이트 테스트(C로 표기한다)가 포함된다. 크게 두 가지 결과가 나오며 이를 양성과 음성으로 구분한다.
- VP 양성 유기체는 Enterobacter, Klebsiella, Serratia marcescens, Hafnia alvei, Vibrio cholerae 생물형 El Tor 및 Vibrio alginolyticus를 포함한다.[4]
- VP 음성 유기체에는 Citrobacter sp., Shigella, Yersinia, Edwardsiella, Salmonella, Vibrio furnissii, Vibrio fluvialis, Vibrio vulnificus 및 Vibrio parahaemolyticus가 있다.[4]

## 역사
이 반응은 1898년 전염병 연구소의 독일 세균학자인 Daniel Wilhelm Otto Voges와 Bernhard Proskauer에 의해 개발되었으며 그들의 이름을 따 명명되었다.